# 野名澄代
野名 澄代（のな すみよ、1949年（昭和24年）9月19日 - ）は、日本の女性政治家。志摩市議会議員。2004年（平成16年）10月1日に志摩市として対等合併して廃止となった志摩郡大王町の最後の町長でもある。三重県初の女性首長となった人物で、当時定時制高校に通っていたことから「女子高生政治家」としても話題となった。

## 略歴
団塊の世代である野名澄代が中学生だった当時、高等学校への進学率が高くなかった。中卒で就職する若者がまだ多かった「金の卵」の世代でもあったため、野名澄代は中学を卒業した後に就職して高校には進学せず、大王町の地元の水産業の真珠の加工と販売業の店舗の丸光パールを営む経営者として、1971年（昭和46年）に結婚後に自営業と兼業する主婦となる。志摩市大王町波切在住。波切地区生活改善の会の会長として古い生活習慣の改善運動と生活アンケートを実施して、1994年（平成6年）に就任した大王町婦人会の連絡協議会の会長などの地域活動を行っていた。
地方政治に興味を持ち大王町の町会議会議員に立候補、当選を果たす。その後、議員活動の傍ら三重県立鳥羽高等学校（定時制）に進学する。同校在学中に大王町の町長選挙に立候補、現職の橋爪政勝（男性・日本共産党員、現・志摩市長橋爪政吉の父）を破り初当選。三重県初の女性首長として、また“現役女子高生”の町長として有名になり、多くのメディアに取り上げられた。なお、高校は町長在任中の2003年（平成15年）に卒業し、引き続き津市立三重短期大学（法経科II部＝夜間部）に進学する予定だったが、町長の公務に専念する必要性から、進学手続きを行った後に休学した。その後、2004年（平成16年）10月1日に大王町は平成の大合併で志摩郡の他町（浜島町・志摩町・阿児町・磯部町）と新設合併して志摩市となった。それによって大王町は廃止され、町長も退任した。
町長退任後、2005年（平成17年）に志摩市の市議会議員に立候補して2位の得票で当選。三重短期大学にも復学し、2007年（平成18年度）3月に卒業した。2期目の2009年（平成21年）にはトップ当選を果たしたが、任期中の2012年（平成24年）10月に辞職して志摩市長選挙に立候補するも落選。選挙戦では財政破綻した北海道夕張市を例に挙げ「志摩市が第2の夕張になる」と訴え、志摩市が当時進めようとしていた『里海構想』にも理念は尊重するものの厳しい目を向けていた。
2013年（平成25年）には、志摩市議会議員に再び当選（3期目）を果たす。2017年（平成29年）には4期目の当選をした。ミニコミ誌「野名だより」を発行している。2021年（令和3年）には5期目の当選を果たした。

## 座右の銘
- 座右の銘は「成らぬ人のなさぬなり」と「駄目なものはダメを貫く」である。[4]

## 大王町長時代の実績
- 大王町長として以下の行政改革を実行した。

1. 大王町の3役である収入役と助役を廃止した。理由は以下である。町長の任命ではイエスマンになりやすい。町長が単独で暴走する事へのチェック機能やブレーキ機能として不必要である。また大王町の財源を節約する効果がある。
2. 津波被害を防ぐために鉄塔を建設した。
3. 町長の給与を2割削減をした。
4. 大規模下水道の新規計画を中止した。理由は下水道事業は多額の出費がいる。自己負担から加入者が少数で浄化槽で充分である。
5. 地縁や血縁にこだわらない公平な大王町の職員採用を行った。
6. 町道の道路側面改修と小学校に設置されている遊具の改修をした。
7. 老人が利用する老人ホームの「憩いの家」を建設した。